# Spirorbis nudus
Spirorbis nudus är en ringmaskart som beskrevs av Bush 1910. Spirorbis nudus ingår i släktet Spirorbis och familjen Serpulidae. Inga underarter finns listade i Catalogue of Life.